# Theodoro Arthou
Theodoro Arthou (?? – Fortaleza, Ceará, 13 de agosto de 1970) foi um promotor público e político brasileiro, que governou o Território Federal do Amapá em 1955 por dois meses, quando Janary Nunes teve que se ausentar do cargo. Durante sua curta gestão, conseguiu autorização da Câmara para construção de dez escolas no interior e um grupo escolar (Escola São Benedito) no bairro do Laguinho, em Macapá.